# Seongnam-dong, Incheon
Seongnam-dong (koreanska: 석남동) är en stadsdel i staden Incheon i Sydkorea, 28 km väster om huvudstaden Seoul. Den ligger i stadsdistriktet Seo-gu.

## Indelning
Administrativt är Seongnam-dong indelat i:
| Namn    | Namn                 | Yta km² | Invånare 31 dec 2020 |
| ------- | -------------------- | ------- | -------------------- |
| 석남1동 | Seongnam 1(il)-dong  | 1,12    | 14 050               |
| 석남2동 | Seongnam 2(i)-dong   | 2,74    | 15 171               |
| 석남3동 | Seongnam 3(sam)-dong | 1,48    | 32 431               |